# Анисимовская (Сибирский сельсовет)
Анисимовская — деревня в Верховажском районе Вологодской области.
Входит в состав Сибирского сельского поселения, с точки зрения административно-территориального деления — в Сибирский сельсовет.
Расстояние по автодороге до районного центра Верховажья — 43 км, до центра муниципального образования Елисеевской — 12 км. Ближайшие населённые пункты — Аксеновская, Савинская, Захаровская, Козевская.
По переписи 2002 года население — 7 человек.